# Ray Liotta
Raymond Allen Liotta, detto Ray (Newark, 18 dicembre 1954 – Santo Domingo, 26 maggio 2022), è stato un attore statunitense.

## Biografia
A soli 6 mesi fu adottato dalla famiglia Vidimarli-Liotta con sua sorella Linda. Aveva un fratellastro, cinque sorellastre e una sorella. Frequentò l’Universita di Miami (pagava i corsi lavorando in un cimitero), dove strinse amicizia con l'attore Steven Bauer, a cui dovrà in seguito il suo primo ruolo importante. Lavorò in soap opera, film tv e musical, in ruoli sempre diversi, finché nel 1986, grazie all'allora moglie di Bauer, Melanie Griffith, ottenne il ruolo di Ray Sinclair in Qualcosa di travolgente, l'ex marito psicotico e violento di Lulù, interpretata dalla Griffith, e che gli fruttò una candidatura al Golden Globe come miglior attore non protagonista.
In seguito Liotta rifiutò interpretazioni simili per accettare ruoli anche minori in commedie e thriller, quali Nick e Gino e L'uomo dei sogni. Nel 1990 Martin Scorsese lo volle per  Quei bravi ragazzi nel ruolo del protagonista (Henry Hill), un italo-irlandese che cerca di fare strada nella mafia statunitense ; si impose su pubblico e critica come attore carismatico; dopo questa interpretazione, per non diventare un caratterista scelse ancora ruoli diversi: un poliziotto maniaco in Abuso di potere, un vedovo che scrive canzonette pubblicitarie in Una moglie per papà, un militare ribelle in Fuga da Absolom. Nel 1998 impersonò Frank Sinatra nel film televisivo Rat Pack - Da Hollywood a Washington.
Nonostante la sua popolarità sia legata soprattutto ai primi anni novanta, che lo videro emergere come sex symbol, Liotta continuò con registi come Guy Ritchie (Revolver), Ridley Scott (Hannibal) e Ted Demme (Blow). Nel 2007 compare in forma di cartone animato nel film Bee Movie. Ha dato la voce a Tommy Vercetti, protagonista del videogioco Grand Theft Auto: Vice City e ha inoltre dato il volto al personaggio Billy Handsome nella modalità Zombie del videogioco Call of Duty: Black Ops II. Il 12 agosto 2014 fu protagonista nel video Lovers on the Sun di David Guetta. Sempre nello stesso anno, ha interpretato un predicatore nel film basato sulla fede The Identical.

## Vita privata
Nel febbraio del 1997 Liotta sposò la produttrice Michelle Gracene, conosciuta a una partita di baseball, dove il suo ex-marito Mark Grace stava giocando per i Chicago Cubs. Nel dicembre del 1998 nacque la loro figlia Karsen; nel 2004 la coppia divorziò. Dal 2007 al 2011 l'attore ebbe una relazione con l'attrice Catherine Hickland. Si fidanzò poi con Jacy Nittolo.
Muore  a 67 anni il 26 maggio 2022 a Santo Domingo, nella Repubblica Dominicana, dove si era recato per il film Dangerous Waters, a causa di un edema polmonare e insufficienza cardiaca acuta. Il 24 febbraio 2023, gli è stata riconosciuta postuma una stella sulla Hollywood Walk of Fame.

## Filmografia

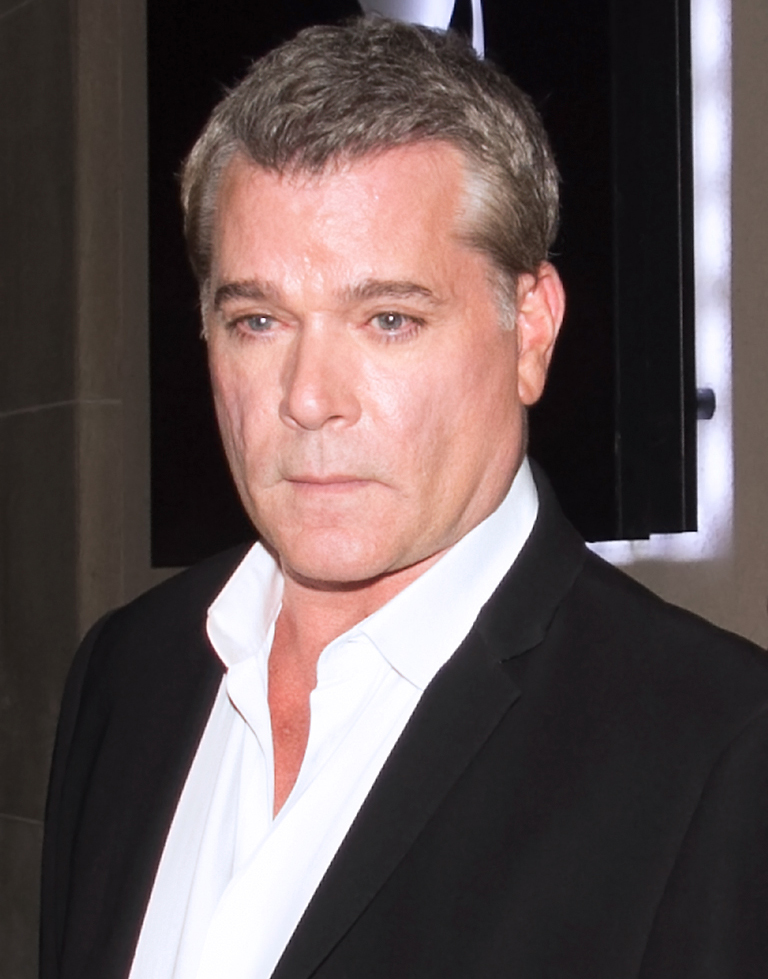
Ray Liotta al Toronto International Film Festival 2012

### Cinema
- The Lonely Lady, regia di Peter Sasdy (1983)
- Qualcosa di travolgente (Something Wild), regia di Jonathan Demme (1986)
- Arena Brains, cortometraggio, regia di Robert Longo (1987)
- Nick e Gino (Dominick and Eugene), regia di Robert M. Young (1988)
- L'uomo dei sogni (Field of Dreams), regia di Phil Alden Robinson (1989)
- Quei bravi ragazzi (Goodfellas), regia di Martin Scorsese (1990)
- Articolo 99 (Article 99), regia di Howard Deutch (1992)
- Abuso di potere (Unlawful Entry), regia di Jonathan Kaplan (1992)
- Fuga da Absolom (No Escape), regia di Martin Campbell (1994)
- Una moglie per papà (Corrina, Corrina), regia di Jessie Nelson (1994)
- Quando gli elefanti volavano (Operation Dumbo Drop), regia di Simon Wincer (1995)
- Specchio della memoria (Unforgettable), regia di John Dahl (1996)
- Turbulence - La paura è nell'aria (Turbulence), regia di Robert Butler (1997)
- Cop Land, regia di James Mangold (1997)
- Phoenix - Delitto di polizia (Phoenix), regia di Danny Cannon (1998)
- I Muppets venuti dallo spazio (Muppets from Space), regia di Tim Hill (1999)
- Le due verità (Forever Mine), regia di Paul Schrader (1999)
- Pilgrim - Il fuggitivo (Pilgrim), regia di Harley Cokeliss (2000)
- La voce degli angeli (A Rumor of Angels), regia di Peter O'Fallon (2000)
- Hannibal, regia di Ridley Scott (2001)
- Heartbreakers - Vizio di famiglia (Heartbreakers), regia di David Mirkin (2001)
- Blow, regia di Ted Demme (2001)
- Narc - Analisi di un delitto (Narc), regia di Joe Carnahan (2002)
- John Q, regia di Nick Cassavetes (2002)
- Identità (Identity), regia di James Mangold (2003)
- Last Shot (The Last Shot), regia di Jeff Nathanson (2004)
- Control, regia di Tim Hunter (2004)
- Revolver, regia di Guy Ritchie (2005)
- Doppia ipotesi per un delitto (Slow Burn), regia di Wayne Beach (2005)
- Even Money, regia di Mark Rydell (2006)
- Local Color, regia di George Gallo (2006)
- Rivincita per due (Comeback Season), regia di Bruce McCulloch (2006)
- Smokin' Aces, regia di Joe Carnahan (2006)
- Svalvolati on the road (Wild Hogs), regia di Walt Becker (2007)
- Bee Movie, regia di Simon J. Smith, Steve Hickner (2007)
- In the Name of the King (In the Name of the King: A Dungeon Siege Tale), regia di Uwe Boll (2007)
- Battle in Seattle - Nessuno li può fermare (Battle in Seattle), regia di Stuart Townsend (2007)
- Hero Wanted, regia di Brian Smrz (2008)
- Crossing Over, regia di Wayne Kramer (2009)
- Observe and Report, regia di Jody Hill (2009)
- Powder Blue, regia di Timothy Linh Bui (2009)
- La linea (The Line), regia di James Cotten (2009)
- Youth in Revolt, regia di Miguel Arteta (2009)
- Ricomincio da zero (Crazy on the Outside), regia di Tim Allen (2010)
- Notte folle a Manhattan (Date Night), regia di Shawn Levy (2010)
- Il guinness dei pupazzi di neve (Snowmen), regia di Robert Kirbyson (2010)
- Chasing 3000, regia di Gregory J. Lanesey (2010)
- Segui il tuo cuore (Charlie St. Cloud), regia di Burr Steers (2010)
- The Son of No One, regia di Dito Montiel (2011)
- The Details, regia di Jacob Aaron Estes (2011)
- La notte non aspetta 2 - Strade violente (Street Kings 2: Motor City), regia di Chris Fisher (2011)
- The River Murders - Vendetta di sangue (The River Murders), regia di Rich Cowan (2011)
- Field of Dreams 2: Lockout, cortometraggio, regia di Eric Appel (2011)
- The Entitled, regia di Aaron Woodley (2011)
- Ticket Out, regia di Doug Lodato (2012)
- Nudi e felici (Wanderlust), regia di David Wain (2012)
- Cogan - Killing Them Softly (Killing Them Softly), regia di Andrew Dominik (2012)
- Breathless, regia di Jesse Baget (2012)
- The Iceman, regia di Ariel Vromen (2012)
- Come un tuono (The Place Beyond the Pines), regia di Derek Cianfrance (2012)
- Yellow, regia di Nick Cassavetes (2012)
- Bad Karma, regia di Suri Krishnamma (2012)
- The Devil's in the Details, regia di Waymon Boone (2013)
- Pawn, regia di David A. Armstrong (2013)
- Suddenly, regia di Uwe Boll (2013)
- Muppets 2 - Ricercati (Muppets Most Wanted), regia di James Bobin (2014)
- La formula della felicità (Better Living Through Chemistry), regia di Geoff Moore e David Posamentier (2014)
- The Identical, regia di Dustin Marcellino (2014)
- Sin City - Una donna per cui uccidere (Sin City: A Dame to Kill For), regia di Robert Rodriguez e Frank Miller (2014)
- Revenge of the Green Dragons, regia di Andrew Lau ed Andrew Loo (2014)
- La regola del gioco (Kill the Messenger), regia di Michael Cuesta (2014)
- Go with Me - Sul sentiero della vendetta (Go with Me), regia di Daniel Alfredson (2015)
- Campus Code, regia di Cathy Scorsese e Kenneth M. Waddell (2015)
- Flock of Dudes, regia di Bob Castrone (2016)
- Sticky Notes, regia di Amanda Sharp (2016)
- Storia di un matrimonio (Marriage Story), regia di Noah Baumbach (2019)
- Fast Times at Ridgemont High Table Read, regia di Ivan Dudynsky (2020)
- Hubie Halloween, regia di Steven Brill (2020)
- No Sudden Move, regia di Steven Soderbergh (2021)
- I molti santi del New Jersey (The Many Saints of Newark), regia di Alan Taylor (2021)
- Broken Soldier, regia di Matthew Coppola (2022)
- 1992, regia di Ariel Vromen (2022)
- Cocainorso (Cocaine Bear), regia di Elizabeth Banks (2023) - postumo
- Fool's Paradise, regia di Charlie Day (2023) - postumo
- Dangerous Waters, regia di John Barr (2023) - postumo

### Televisione
- Casco e belle gambe (Hardhat and Legs) – film TV (1980)
- Crazy Times – film TV (1981)
- Destini (Another World) – serie TV, 36 episodi (1978-1981)
- A cuore aperto (St. Elsewhere) – serie TV, 1 episodio (1983)
- Casablanca – serie TV, 5 episodi (1983)
- Mike Hammer investigatore privato (Mike Hammer) – serie TV, 1 episodio (1984)
- L'onore della famiglia (Our Family Honor) – serie TV, 10 episodi (1985)
- Women & Men 2: In Love There Are No Rules – film TV, episodio "Un dilemma domestico" (1991)
- Rat Pack - Da Hollywood a Washington (The Rat Pack) – film TV (1998)
- Just Shoot Me! – serie TV, 2 episodi (2001-2002)
- Punto d'origine (Point of Origin) – film TV (2002)
- E.R. - Medici in prima linea (ER) – serie TV, 1 episodio (2004)
- Smith – serie TV, 7 episodi (2006-2007)
- Hannah Montana – serie TV, 1 episodio (2010)
- The League – serie TV, 1 episodio (2011)
- NTSF:SD:SUV – serie TV, 1 episodio (2012)
- 30 for 30 – serie TV documentaristica, 1 episodio (2014)
- The Money – film TV (2014)
- Texas Rising – miniserie TV, 5 episodi (2015)
- Modern Family – serie TV, 1 episodio (2016)
- Unbreakable Kimmy Schmidt – serie TV, 1 episodio (2017)
- Young Sheldon – serie TV, 1 episodio (2017)
- Great News – serie TV, 1 episodio (2018)
- Shades of Blue – serie TV, 36 episodi (2016-2018)
- Hanna – serie TV, 6 episodi (2021)
- Black Bird – miniserie TV, 6 episodi (2022) - postumo

## Riconoscimenti
- Golden Globe
  - 1987 – Candidatura al miglior attore non protagonista per Qualcosa di travolgente
- Premio Emmy
  - 2005 – Miglior attore non protagonista in una serie drammatica per E.R. - Medici in prima linea
  - 2023 – Miglior attore non protagonista in una miniserie o film per Black Bird
- Screen Actors Guild Award
  - 1998 – Candidatura al miglior attore in una miniserie o film televisivo per The Rat Pack - Da Hollywood a Washington
  - 2015 – Candidatura al miglior attore in una miniserie o film televisivo per Texas Rising
- Boston Society of Film Critics
  - 1986 – Miglior attore non protagonista per Qualcosa di travolgente
- National Society of Film Critics
  - 1987 – Candidatura al miglior attore non protagonista per Qualcosa di travolgente

### Altri premi
- 1987 – Candidatura New York Film Critics Circle Award per il miglior attore non protagonista per Qualcosa di travolgente
- 1993 – Candidatura MTV Movie Award al miglior cattivo per Abuso di potere
- 2003 – Candidatura Independent Spirit Award per il miglior attore non protagonista per Narc - Analisi di un delitto
- 2003 – Candidatura Phoenix Film Critics Society Award per il miglior attore non protagonista per Narc - Analisi di un delitto

## Doppiatori italiani
Nelle versioni in italiano delle opere in cui ha recitato, Ray Liotta è stato doppiato da:
- Massimo Rossi in Qualcosa di travolgente, Hannibal (ridoppiaggio), Control, Svalvolati on the road, Ricomincio da zero, Segui il tuo cuore, Cogan - Killing Them Softly, Come un tuono, La regola del gioco, Unbreakable Kimmy Schmidt, Shades of Blue, Young Sheldon, Hubie Halloween, No Sudden Move, Black Bird, Cocainorso, 1992
- Fabrizio Pucci in Rat Pack - Da Hollywood a Washington, La linea, Modern Family, Chasing 3000, Ticket Out, The Iceman, Pawn
- Francesco Pannofino in L'uomo dei sogni, Quando gli elefanti volavano, Turbulence - La paura è nell'aria, La voce degli angeli, Last Shot, Crossing Over
- Massimo Corvo in Articolo 99, Abuso di potere, E.R. - Medici in prima linea, In the Name of the King, Stretch - Guida o muori, Texas Rising
- Luca Biagini in Even Money, Smokin' Aces, The Son of No One, I molti santi del New Jersey
- Luca Ward in Cop Land, Le due verità, Heartbreakers - Vizio di famiglia
- Antonio Sanna in Blow, John Q, Identità
- Marco Mete in Punto d'origine, Hannah Montana, Storia di un matrimonio
- Stefano Mondini in Revolver, Hero Wanted
- Francesco Prando in Observe and Report, Notte folle a Manhattan
- Riccardo Lombardo in The River Murders - Vendetta di sangue, Go with Me - Sul sentiero della vendetta
- Roberto Chevalier ne I Muppets venuti dallo spazio, Doppia ipotesi per un delitto
- Saverio Moriones in Hannibal, Breathless
- Erasmo Lo Presto in L'onore della famiglia
- Cesare Barbetti in Quei bravi ragazzi
- Sergio Di Stefano in Fuga da Absolom
- Stefano Benassi in Una moglie per papà
- Massimiliano Manfredi in Specchio della memoria
- Danilo De Girolamo in Phoenix - Delitto di polizia
- Saverio Indrio in Narc - Analisi di un delitto
- Gianni Gaude in Rivincita per due
- Ambrogio Colombo in Battle in Seattle - Nessuno li può fermare
- Federico Danti in La notte non aspetta 2 - Strade violente
- Roberto Draghetti in Suddenly
- Alberto Angrisano in La formula della felicità
- Pasquale Anselmo in Sin City - Una donna per cui uccidere

Da doppiatore è sostituito da:
- Ambrogio Colombo ne I Simpson
- Simone Mori in Frasier
- Luca Biagini in Bee Movie
- Massimo Lodolo in Dear Dracula